# Allée des Colzas
L'allée des Colzas (en néerlandais : Sloordelle) est une voie bruxelloise de la commune d'Auderghem qui relie l'avenue Vandromme à la place Thomas Balis et donc la chaussée de Wavre, sur une longueur 270 mètres. La numérotation des habitations va de 7 à 93 pour le côté impair et de 10 à 80 pour le côté pair.

## Historique et description
Il a existé ici une léproserie (Domus leprosi, 1379; 't Sieckhuys) aux XIe, XIIIe et XIVe siècles près du bois de Mesdael et du chemin conduisant de Bruxelles à Auderghem. Les Pauvres de Watermael possédaient à cette époque des terrains dans les environs (Auderghem faisait partie de Watermael).
Ces terrains étaient d'ailleurs toujours la propriété de cette institution dans l'Atlas des Communications Vicinales, en 1843, où on trouve le sentier n° 48, dit le Kleynsloordelleweg.
Les deux bâtiments les plus anciens datent de 1903 mais passèrent à la place Thomas Balis, expliquant pourquoi les numéros impairs commencent par le no 7.

### Origine du nom
Le nom provient d'un lieu-dit le Kleynsloordelleweg (du néerlandais : Kleyn : petit ; Sloor : colza ; delle : vallon et weg, chemin) à l'endroit de l'actuelle allée des Colzas.

## Situation et accès
| ___ | Ce site est desservi par les stations de métro : Hankar et Delta. |

## Inventaire régional des biens remarquables
Avant la Seconde Guerre mondiale, Jules Verhoeven vivait au no 25 de l'allée. Il était directeur de l'école no 3, à la Chasse Royale. Ses ouvrages nous éclairent sur l'histoire d'Auderghem.
Deux victimes de la Première Guerre mondiale habitaient cette rue : 
- Louis Dehoux au no 14 ;
- Paul Vanden Thoren au no 26.